# Andrzej Dziuba
Andrzej Franciszek Dziuba (Pleszew, 10 ottobre 1950) è un vescovo cattolico polacco, dal 9 marzo 2024 vescovo emerito di Łowicz.

## Biografia
Andrzej Dziuba è nato il 10 ottobre 1950 a Pleszew.

### Formazione e ministero sacerdotale
Nel 1968 ha conseguito il diploma presso il liceo classico Stanisław Staszic, superando la maturità con il massimo dei voti. Fra il 1969 e il 1975 ha studiato presso il seminario maggiore di Gniezno, conseguendo successivamente una laurea in teologia sistematica.
Il 21 giugno 1975 ha ricevuto ordinazione sacerdotale, nella cattedrale di Gniezno, dal cardinale Stefan Wyszyński, primate di Polonia.
Quattro anni dopo, nel 1979, ha ottenuto un dottorato in teologia morale presso l'Università cattolica di Lublino con una tesi intitolata Mikołaj z Mościsk, teolog moralista XVII wieku (in italiano: Mikołaj di Mościska, il teologo moralista del XVII secolo).
Tra il 1981 e il 1988 è stato parroco della chiesa di San Martino a Varsavia e, sempre negli stessi anni, ha ricoperto l'incarico di segretario personale del cardinal Józef Glemp. Successivamente, nel 1995, è divenuto professore di teologia presso l'Università di Varsavia.

### Ministero episcopale
Il 27 marzo 2004 papa Giovanni Paolo II lo ha nominato vescovo di Łowicz. Il 22 maggio dello stesso anno ha ricevuto l'ordinazione episcopale, nella cattedrale di Łowicz, dal cardinale Józef Glemp, co-consacranti l'arcivescovo Henryk Muszyński e il vescovo Alojzy Orszulik. Durante la stessa celebrazione ha preso possesso della diocesi.
Diversi fedeli della diocesi di Łowicz hanno scritto alla Santa Sede lamentandosi della negligenza di Dziuba nella gestione del caso giudiziario che vedeva alcuni sacerdoti accusati di aver violentato cinque ragazzi minorenni. Come stabilito dal motu proprio Vos estis lux mundi, emanato da papa Francesco nel 2019, la Santa Sede ha dato immediatamente inizio alle procedure per investigare sulla condotta di Dziuba. Tale compito è stato affidato all'arcivescovo di Łódź Grzegorz Ryś, il quale nel 2020 ha sottoposto alla Santa Sede i documenti raccolti durante la sua indagine.
Dopo l'analisi da parte del Vaticano della documentazione raccolta, il 9 marzo 2024 papa Francesco ha accolto la sua rinuncia al governo pastorale della diocesi di Łowicz; in attesa della nomina del suo successore è stato designato, come amministratore apostolico, il vescovo ausiliare Wojciech Tomasz Osial.

## Genealogia episcopale
La genealogia episcopale è:
- Cardinale Scipione Rebiba
- Cardinale Giulio Antonio Santori
- Cardinale Girolamo Bernerio, O.P.
- Vescovo Claudio Rangoni
- Arcivescovo Wawrzyniec Gembicki
- Arcivescovo Jan Wężyk
- Vescovo Piotr Gembicki
- Vescovo Jan Gembicki
- Vescovo Bonawentura Madaliński
- Vescovo Jan Małachowski
- Arcivescovo Stanisław Szembek
- Vescovo Felicjan Konstanty Szaniawski
- Vescovo Andrzej Stanisław Załuski
- Arcivescovo Adam Ignacy Komorowski
- Arcivescovo Władysław Aleksander Łubieński
- Vescovo Andrzej Stanisław Młodziejowski
- Arcivescovo Kasper Kazimierz Cieciszowski
- Vescovo Franciszek Borgiasz Mackiewicz
- Vescovo Michał Piwnicki
- Arcivescovo Ignacy Ludwik Pawłowski
- Arcivescovo Kazimierz Roch Dmochowski
- Arcivescovo Wacław Żyliński
- Vescovo Aleksander Kazimierz Bereśniewicz
- Arcivescovo Szymon Marcin Kozłowski
- Vescovo Mečislovas Leonardas Paliulionis
- Arcivescovo Bolesław Hieronim Kłopotowski
- Arcivescovo Jerzy Józef Elizeusz Szembek
- Vescovo Stanisław Kazimierz Zdzitowiecki
- Cardinale Aleksander Kakowski
- Cardinale August Hlond, S.D.B.
- Cardinale Stefan Wyszyński
- Cardinale Józef Glemp
- Vescovo Andrzej Dziuba

La successione apostolica è:
- Vescovo Wojciech Tomasz Osial (2016)